# Casa la Senyora Isern
La Casa la Senyora Isern és un edifici modernista de Sant Joan de les Abadesses (Ripollès) inclòs a l'Inventari del Patrimoni Arquitectònic de Catalunya. Va ser construïda el 1905 per l'arquitecte Salvador Vinyals i Sabaté, per encàrrec de Josep Bassols, un dels fundadors de l'empresa tèxtil Bassols, Blanch i Espona.

## Descripció
Té una gran balconada situada a l'edifici núm. 5 del passeig del Comte Guifré. El balcó està compost per una barana forjada amb ornaments molt artístics de motius florals. A la balconada s'hi pot accedir mitjançant tres portes de grans dimensions i vidrieres, amb porticons i paravents de fusta.
Dues rengleres més de tres balcons cadascuna i de mides més petites en els dos pisos superiors acaben de configurar la façana principal d'aquest edifici. Aquests balcons també són de les mateixes característiques que la gran balconada.
A la façana de migdia la disposició de les obertures són idèntiques a les descrites anteriorment que estan situades a la façana de ponent.

## Història
L'edifici de Can Conill o de la senyora Isern fou edificat a principis del segle xx i la balconada va ser dissenyada per a la seva façana.
En un programa de la Festa Major de l'any 1927 surt una fotografia on es pot veure la façana amb la gran balconada al primer pis i els altres tres balcons al segon.
Durant la dècada dels 50 es va construir un altre pis on anteriorment hi havia el terrat, construint així els tres balcons de les mateixes característiques configurant la façana actual.